# Jacques-Joseph Champollion
Jacques-Joseph Champollion, anomenat Champollion-Figeac (Fijac (fr. Figeac), 5 d'octubre de 1778 - Fontainebleau, 9 de maig de 1867) fou un arqueòleg i bibliotecari francès, germà gran de l'egiptòleg Jean-François Champollion. Després de la mort prematura d'aquest, edità per publicar moltes obres del seu germà, aportant-hi contribucions pròpies.
Els germans Champollion provenien d'una família modesta, que havia migrat a Fijac des de La Roche, als Alps francesos; la família tingué set fills, tot i que dos moriren en la infància. La família no podia pagar estudis als seus fills i Jacques-Joseph fou gairebé autodidacta i fou qui ensenyà al seu germà, dotze anys més petit que ell. El 1798 Jacques-Joseph anà a Grenoble a treballar amb uns cosins i cap a 1802 feu amistat amb el matemàtic Jean-Baptiste-Joseph Fourier que havia estat nomenat prefet del departament de l'Isère; Fourier havia participat en la campanya de Napoleó a Egipte i s'havia convertit en un egiptòleg conegut. Fou també en aquesta època que Jacques-Joseph uní el nom del seu poble nadiu al seu cognom, "ennoblint" així el seu nom. Jacques-Joseph va esdevenir membre de la Société des Arts et de Sciences de Grenoble el 1803 i, a partir de 1804, Fourier el va convidar a participar en els treballs que donarien lloc a la publicació de la Description de l'Égypte. En aquesta època descobrí la cripta merovíngia de Saint Oyand, del segle vi, sota l'església de Saint Laurent de Grenoble. El 1807 es casà amb Zoé Berriat, filla d'un jurista i industrial de Grenoble.
El 1812 va ser nomenat membre corresponent de la Göttinger Akademie der Wissenschaften. El 1816 va ser nomenat professor de grec antic i bibliotecari a la Universitat de Grenoble, però va perdre aquest càrrec pel seu suport a Napoleó en els Govern dels cent dies. Va ser exiliat a Figeac, però va procurar ser secretari de Bon-Joseph Dacier, secretari de l'Académie des Inscriptions et Belles-Lettres, a París. De 1828 a 1848 va treballar a la Biblioteca Nacional de París, i va ser professor de paleografia a l'École des Chartes. Un altre cop, en la revolució de 1848, va perdre aquest càrrec i des de 1849 va ser bibliotecari al castell de Fontainebleau, on morí el 1867.
De 1832 a 1871 fou membre corresponent de l'Acadèmia Neerlandesa de les Ciències.
El seu fill Aimé-Louis (1812–1894) també treballà a la Biblioteca Nacional i va escriure una bibliografia de la seva família amb el títol Les Deux Champollion (Grenoble, 1887).

## Publicacions
- Antiquités de Grenoble (1807)

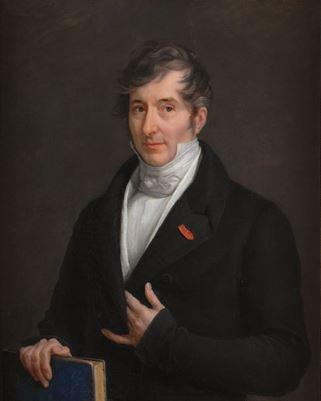
Retrat de jove, anterior a 1867 (Museu Champollion, Isère)

- Nouvelles recherches sur les patois ou idiomes vulgaires de la France (1809)
- Nouveaux éclaireissements sur la ville de Cataro, aujourd'hui Grenoble (1814)
- Annales de Lagides (1819; supplement, 1821)
- Chartes latines sur papyrus du VIe siècle de l'ère chrétienne.
- L'Egypt ancienne et moderne (1840). Basat en les col·leccions de manuscrits del seu germà.
- L'écriture démotique égyptienne (1843). Basat en les col·leccions de manuscrits del seu germà.
- Traité élémentaire d'archeologie (2d ed. 1843)
- Histoire des peuples anciens et modernes, l'Asie centrale, l'Inde et la Chine (1857)
- Monographie du palais de Fontainebleau (1859–64)
- Documents paléographiques relatifs à l'histoire des beaux-arts et des belles-lettres pendant le moyen âge (1868)